# Chisaki Morito
 (juillet 2017).
Chisaki Morito (森戸知沙希, Morito Chisaki, née le 19 février 2000 à Ashikaga, dans la préfecture de Tochigi au Japon) est une chanteuse et danseuse japonaise du Hello! Project, membre des groupes de J-pop Country Girls depuis 2014 et Morning Musume depuis 2017.

## Biographie
Chisaki Morito débute en 2011 au sein d'un petit groupe d'idols local, CoCoRo Gakuen. Elle se présente à 14 ans en 2014 à une audition destinée à choisir de nouvelles chanteuses pour faire partie du groupe phare du Hello! Project, Morning Musume, mais n'est alors pas sélectionnée par son producteur Tsunku. Elle est cependant repérée et quitte CoCoRo Gakuen pour intégrer en novembre suivant le nouveau groupe du H!P Country Girls, avec lequel elle enregistre cinq singles et un mini-album durant les trois années suivantes. Durant cette période, elle sort aussi deux vidéos et deux livres de photos en solo, et participe à une comédie musicale et à deux programmes télévisés.
En juin 2017 est annoncé le ralentissement des activités de Country Girls, et le transfert de certaines de ses membres dans d'autres groupes du H!P en parallèle : Morito est finalement intégrée à Morning Musume en juillet suivant, formant à elle seule la « 14e génération » de ce groupe, alors renommé Morning Musume '17 pour l'année.

## Discographie

### Avec Country Girls
Mini-album
1. 1er juin 2016 : Engeki Joshibu Musical "Kizetsu Suru Hodo Aishiteru!" Original Soundtrack

Singles
1. 25 mars 2015 : Itōshikutte Gomen ne / Koi Dorobō
2. 5 août 2015 : Wakatteiru no ni Gomen ne / Tamerai Summertime
3. 9 mars 2016 : Boogie Woogie Love / Koi wa Magnet / Ranrarun ~Anata ni Muchū~
4. 28 septembre 2016 : Dō Datte Ii no / Namida no Request
5. 8 février 2017 : Good Boy Bad Girl / Peanut Butter Jelly Love

Autres chansons
1. 11 août 2017 : Konamaiki Girl

### Avec Morning Musume
Singles
- 4 octobre 2017 : Jama Shinaide Here We Go! / Dokyū no Go Sign / Wakaindashi!
- 13 juin 2018 : Are you happy / A gonna
- 24 octobre 2018 : Furari Ginza / Jiyuu na Kuni Dakara / Y Jiro no Tochuu
- 12 juin 2019 : Jinsei Blues / Seishun Night
- 22 janvier 2020 : KOKORO&KARADA / LOVEpedia / Ningen Kankei No way way
- 16 décembre 2020 : Junjou Evidence / Gyuu Saretai Dake na no ni
- 8 décembre 2021 : Teenage Solution / Yoshi Yoshi Shite Hoshii no / Beat no Wakusei
- 8 juin 2022 : Chu Chu Chu Bokura no Mirai / Dai Jinsei Never Been Better! / I WISH

Digital Singles
- 3 novembre 2017 : Ai no Tane (20th Anniversary Ver.) (Morning Musume 20th)
- 30 novembre 2017 : Gosenfu no Tasuki
- 28 janvier 2018 : Hana ga Saku Taiyou Abite

Albums
- 6 décembre 2017 : 15 Thank You, Too
- 31 mars 2021 : 16th ~That's J-POP~

Mini-album
- 7 février 2018 : Hatachi no Morning Musume (Morning Musume 20th)

Compilation
- 20 février 2019 : Best! Morning Musume 20th Anniversary

## Activités diverses
Programmes sur internet
- 2014- : Hello! Project Station

Programmes TV
- 2015- : The Girls Live
- 2017- : Tochigi Hatsu! Tabi Suki! (とちぎ発！旅好き！)

Comédie musicale
- 2016 : Engeki Joshibu Musical "Kizetsu Suru Hodo Aishiteru!"

## Produits divers
Blu-rays en solo
- 2015.09.08 : Greeting ~Morito Chisaki~ (e-Hello!)
- 2017.06.28 : Chisaki in Paradise

Photobooks en solo
- 2016.02.19 : Morito Chisaki Mini Photobook "Greeting -Photobook-"
- 2017.02.19 : Morito Chisaki